# Credencial Cívica (Uruguay)
La credencial cívica (conocida popularmente como credencial) es un documento que se utiliza en Uruguay para identificar a los ciudadanos habilitados a votar. 
Según la Constitución de la República Oriental del Uruguay, el voto en elecciones nacionales, departamentales, referéndums y plebiscitos es obligatorio. También es obligatorio el voto en las elecciones de representantes ante el Banco de Previsión Social y, para los docentes, estudiantes y egresados de la Universidad de la República, en las elecciones de las autoridades de dicha universidad y de cada una de sus facultades.
Todo ciudadano mayor de 18 años debe registrarse ante la Corte Electoral y obtener su credencial cívica. Dependiendo del lugar donde viva, le corresponderá un código, compuesto de tres letras seguidas por un número. La primera letra se corresponde con el departamento, com puede verse en la tabla. Una vez expedida la credencial cívica, el ciudadano queda inscrito en el "Registro Cívico Nacional", un padrón electoral de los ciudadanos con derecho a voto. La credencial cívica no tiene fecha de vencimiento, aunque las disposiciones de la Corte Electoral indican que debe ser renovada cada 15 años como máximo. Aunque también puede ser conseguida por extranjeros que no deseen obtener la ciudadanía legal.
Cada vez que se celebran comicios con voto obligatorio (se exceptúan las elecciones internas de los partidos políticos, en las cuales el voto es voluntario), al ciudadano que emite su voto se le entrega una constancia como comprobante de haber cumplido su obligación cívica. En algunos casos esa constancia es un sello en la propia credencial cívica. Posteriormente, para la realización de múltiples trámites ante oficinas públicas, se le exige la presentación de la credencial cívica con la constancia de voto en el último acto comicial obligatorio. Quienes no sufragan, se ven expuestos a la aplicación de multas.
| Letra | Departamento   | Letra | Departamento |
| ----- | -------------- | ----- | ------------ |
| A     | Montevideo     | K     | Paysandú     |
| B     | Montevideo     | L     | Río Negro    |
| C     | Canelones      | M     | Soriano      |
| D     | Maldonado      | N     | Colonia      |
| E     | Rocha          | O     | San José     |
| F     | Treinta y Tres | P     | Flores       |
| G     | Cerro Largo    | Q     | Florida      |
| H     | Rivera         | R     | Durazno      |
| I     | Artigas        | S     | Lavalleja    |
| J     | Salto          | T     | Tacuarembó   |

## Ciclo electoral 2024-2025
Está abierto el plazo para que los ciudadanos se inscriban en la Corte Electoral, de manera de estar habilitados a sufragar en el ciclo electoral 2024-2025. La fecha límite es el domingo 11 de mayo de 2025.